# 西成區
西成区（日语：／ Nishinari ku */?）是日本大阪府大阪市的24個區之一，位於木津川以東，區內分為16個町，屬於大阪市內都市更新較為緩慢的舊市區。由於過去曾是工業較為發達的地方，居民多以勞動階級為主，區內也有許多設備簡單的廉價旅館。

## 歷史
西成區的西部過去都是位於海邊，根據地名名稱推斷，海道、甲岸、入船（位於現在的萩之茶屋付近）、曳舟（位於現在的天下茶屋北）、今船（現在的天下茶屋1丁目附近）都是源於此原因。
在江戶時代為供應當時的大阪市區大坂三鄉蔬菜農作的農業區域，在當時此區皆為幕府直轄的天領。1889年實施町村制後，現在的西成區區域分屬西成郡勝間村、木津村、川南村、今宮村和東成郡天王寺村共五個行政區劃，這些區域在1925年被併入大阪市，最初其中前四個區域被劃入新設立的西成區，而原屬天王寺村的區域被劃入住吉區；1943年大阪市重新調整行政區劃，調整了西城區東側與住吉區之間的邊界，原屬住吉區的天下茶屋、山王地區被改劃入西成區，原屬西成區的粉濱地區則改劃入住吉區，同時住吉區改名為阿倍野區，也因此西成區內同時有過去屬於西成郡和東成郡的區域。

## 西成暴動
在舊名釜崎這個地方，許多人力仲介都會在此招募短期工人，其中萩之茶屋地區（範圍約在JR新今宮車站南邊、阪堺電軌今池車站以西、南海電鐵萩之茶屋車站以東一帶），又稱為愛隣地區，多是年紀較大的流動人口，街道上有許多以木板搭建的簡易屋聚落。隨著日本經濟90年代後逐漸衰退，產業結構改變，工作機會減少，貧民日漸增多，多欠缺自律，時常有賭博、毒品交易、情色交易、地下經濟等非法行徑，造成治安上的問題。
在治安問題、部份居民對貧民不諒解、黑社會威脅與政治勢力介入之下，使得這些貧民常感到不安與激憤，並多次引發衝突，至2008年為止，共發生過24次西成暴動。

## 交通

### 鐵路
西日本旅客鐵道
- 大阪環狀線、 關西本線（大和路線）：新今宮站
  - 新今宮站附近的JR線沿西成區與浪速區的邊界線行走。登記上，JR新今宮站的住所是浪速區。

大阪市高速電氣軌道（大阪地下鐵）
- 御堂筋線：動物園前站
- 堺筋線：動物園前站 - 天下茶屋站
- 四橋線：花園町站 - 岸里站 - 玉出站
  - 玉出站的住所是住之江區，車站設施大半都位於西成區側。

南海電氣鐵道
- 南海本線：新今宮站 - 天下茶屋站 - 岸里玉出站
- 高野線：新今宮站 - 萩之茶屋站 - 天下茶屋站 - 岸里玉出站
- 汐見橋線：岸里玉出站 - 西天下茶屋站 - 津守站 - 木津川站

阪堺電氣軌道
- 阪堺線：新今宮站前停留場 - 今池停留場 - 今船停留場 - 松田町停留場 - 北天下茶屋停留場 - 聖天坂停留場 - 天神之森停留場 - 東玉出停留場 - 塚西停留場（也位於住吉區）

## 本地出身之名人
- 松村匠：製作人
- 眉村卓：科幻小說作家
- 柏原芳惠：歌手
- 家鋪隆仁：藝人
- 龜田三兄弟（日语：亀田三兄弟）：同為職業拳擊選手之三兄弟
  - 龜田興毅（日语：亀田興毅）、龜田大毅、龜田和毅（日语：亀田和毅）

## 外部連結
- （日語） 西成區公所的Facebook專頁
- （日語）西成區長的X（前Twitter）